# Гаетано Чезарі
Гаетано Чезарі (італ. Gaetano Cesari); *1870, Кремона — †1934, Сале-Маразіно) — італійський музикознавець.

## Біографія
Навчався в Міланській консерваторії як віолончеліст і композитор, потім вивчав музикознавство в Мюнхенському університеті під керівництвом Адольфа Зандбергера. Захистив дисертацію про походження мадригала. В 1917—1924 роках був професором історії музики в Міланській консерваторії. Потім працював охоронцем музею в театрі «Ла Скала», вів відділ музичної критики в газеті «Corriere della Sera», завідував серією «Пам'ятки італійського музичного мистецтва» у міланському музичному видавництві «Ricordi», що була заснована завдяки передплатної кампанії, в якій активно брав участь Артуро Тосканіні . Опублікував монографії «Італійські concerti grossi» (Болонья, 1920), «Андреа Габріеле та Джованні Габріеле» (Мілан, 1931), «Амількаре Понк'єллі в мистецтві свого часу» (італ. A. Ponchielli nell'arte del suo tempo); Кремона, 1934), а також курс лекцій з історії музики (1931); підготував (спільно з Алессандро Луціо) видання листів Джузеппе Верді (1913). Посмертно видано його книгу «Музика в Кремоні» (1939).